# Astacidae
Ne doit pas être confondu avec Astacidea.
Famille
Les Astacidae sont une famille de crustacés décapodes créée par Pierre André Latreille (1762-1833) en 1802.
Les espèces de cette famille font partie du groupe communément appelé « écrevisses ». 

## Liste desgenres
Selon World Register of Marine Species (14 janvier 2025) et ITIS (14 janvier 2025) :
- Astacus Fabricius, 1775
- Austropotamobius Skorikow, 1907
- Pacifastacus Bott, 1950
- Pontastacus Bott, 1950

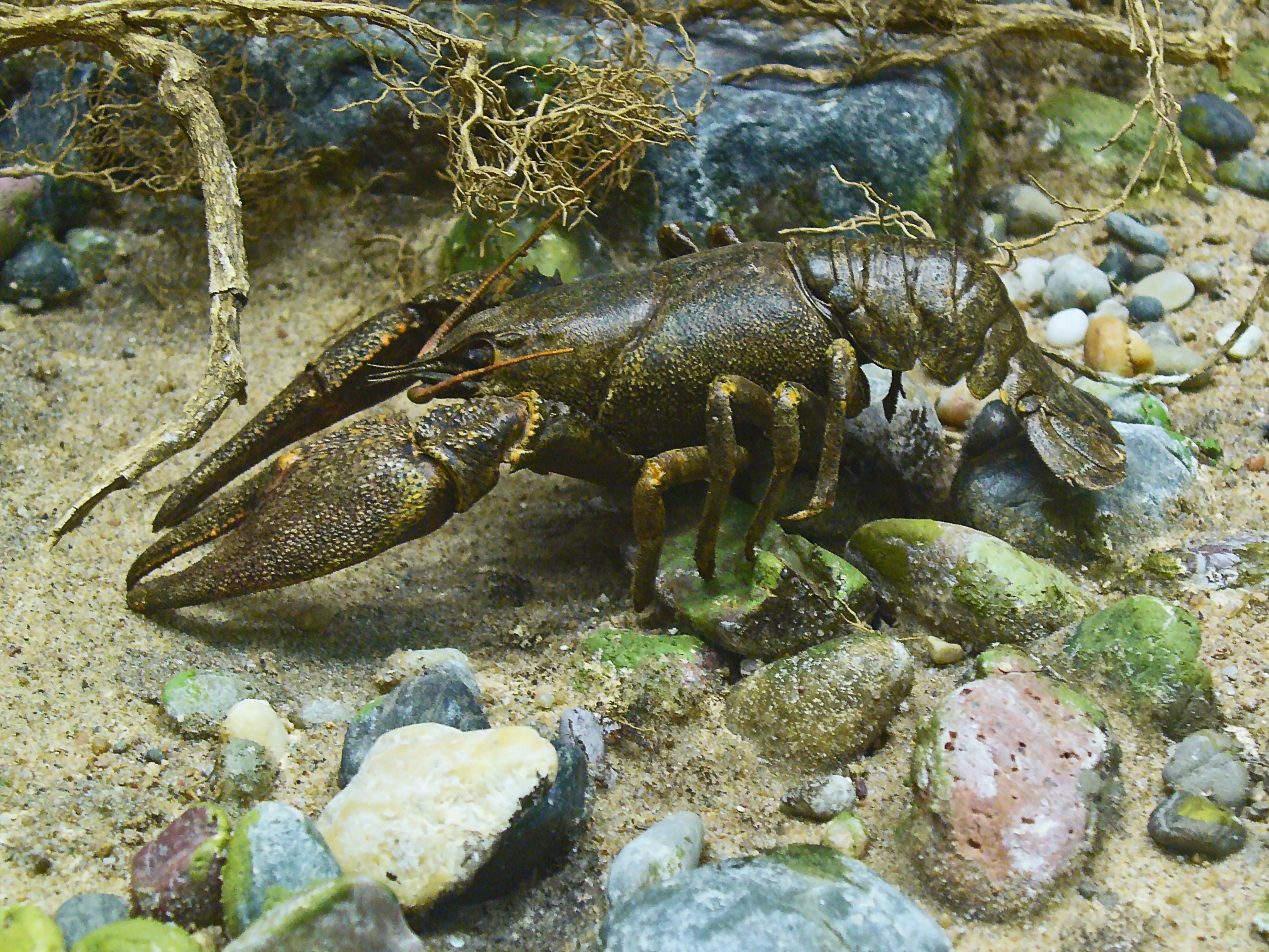
Astacus astacus
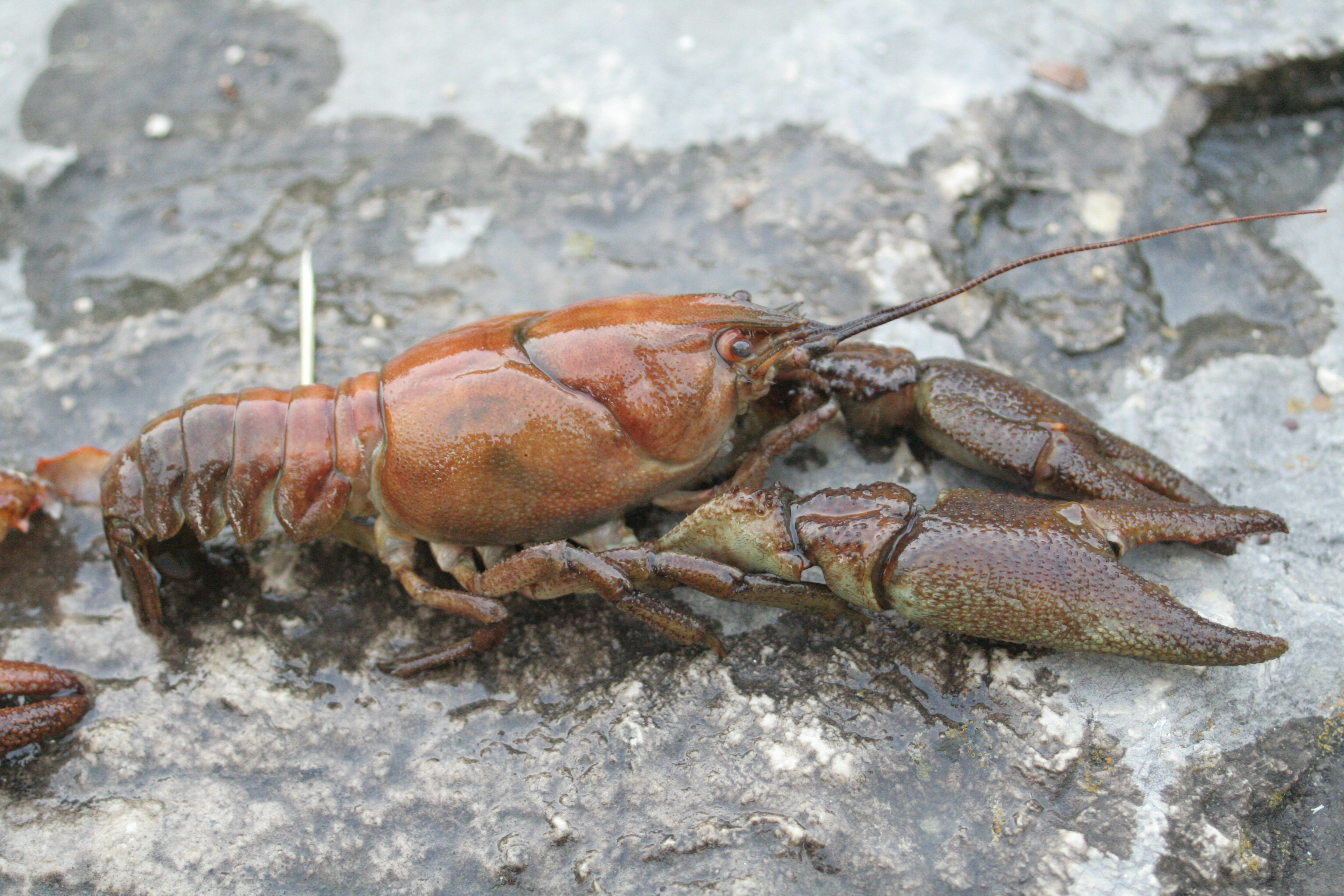
Austropotamobius pallipes

## Publication originale
- Latreille, 1802, Historie Naturelle, Générale et Particulière des Crustacés et des Insectes.